# Aya Nakahara
Aya Nakahara (中原アヤ) é uma autora de mangá. Seu trabalho mais conhecido é Lovely Complex, lançado em Setembro de 2001, e se encerrando em Dezembro de 2006.

## Trabalhos
- Seishun no tamago (1 volume, 1997)
- Benkyo shinasai! (2 volumes, 1997)
- Love! Love! Love! (3 volumes, 1998-1999)
- Ringo Nikki (2 volumes, 2000)
- Lovely Complex (17 volumes, 2001-2007)
- Hanada (2 volumes, 2001)
- Himitsu Kichi (1 volume, 2004)
- Bokura no Ibasho (1 volume, 2007)
- Tokimeki Gakuen Oojigumi (1 volume, 2008)
- Nanaco Robin (3 volumes, 2008-2009)
- Berry Dynamite (3 volumes, 2009-2010)
- Lovely Complex Two (1 volume, 2012)
- Junjou Drop (1 volume, 2012)
- Saredo Itoshii Hibi (1 volume, 2013)
- Dame na Watashi ni Koishite Kudasai (1 + volumes, 2013- )

## Outros
- Lovely Complex - author: Kokoro Jika, 7 volumes, Livro, 2006-2008
- Bessatsu Love☆Com Fanbook - 2005
- Lovely☆Complex - Art Book - Mune Kyun Illustration Book, 2007